# Herrera (Santiago del Estero)
Herrera is een plaats in het Argentijnse bestuurlijke gebied departamento Avellaneda in de provincie Santiago del Estero. De plaats telt 1.574 inwoners.